# Salento (Colombia)
Salento è un comune della Colombia facente parte del dipartimento di Quindío.
La città è famosa per un tipo di palma, detta della cera, che nasce solo in questo posto e che è anche la più alta al mondo, gli esemplari possono arrivare a più di 60 metri d'altezza.

## Geografia fisica
Salento è situata nella parte nordorientale del dipartimento; confina con i dipartimenti di Risaralda (a nord) e Tolima (a est) e si trova 24 km a nord-est della capitale dipartimentale Armenia. Salento sorge a 2200 m di altitudine, ha un clima caldo e umido, tipicamente equatoriale.

## Storia
Salento è il più giovane municipio del dipartimento e l'unico comune fondato. In epoca coloniale, dove oggi sorge il paesino vi era un'importante strada, il Camino del Quindío che collegava Popayán con Bogotà. Nel 1830, Simón Bolívar percorse la strada e, per il suo cattivo stato e per l'importanza strategica, ordinò che fosse riparata. Tuttavia, il lavoro non ebbe inizio fino al 1842, dopo la Guerra di los Supremos, per interessamento del generale Pedro Alcántara Herrán. Prigionieri politici, provenienti da Panama, Antioquia e Cauca furono deportati in questa zona per costruire la strada.
Il sito divenne una colonia penale denominata Barcinales. Tuttavia, il principale insediamento era in Boquía (fondato nel 1851), dove il ruscello Boquía si unisce al fiume Quindío. Famiglie di prigionieri si insediarono a Boquía, vi costruirono le loro case e svilupparono aziende agricole lungo il fiume Quindío nel valle del Cocora. 

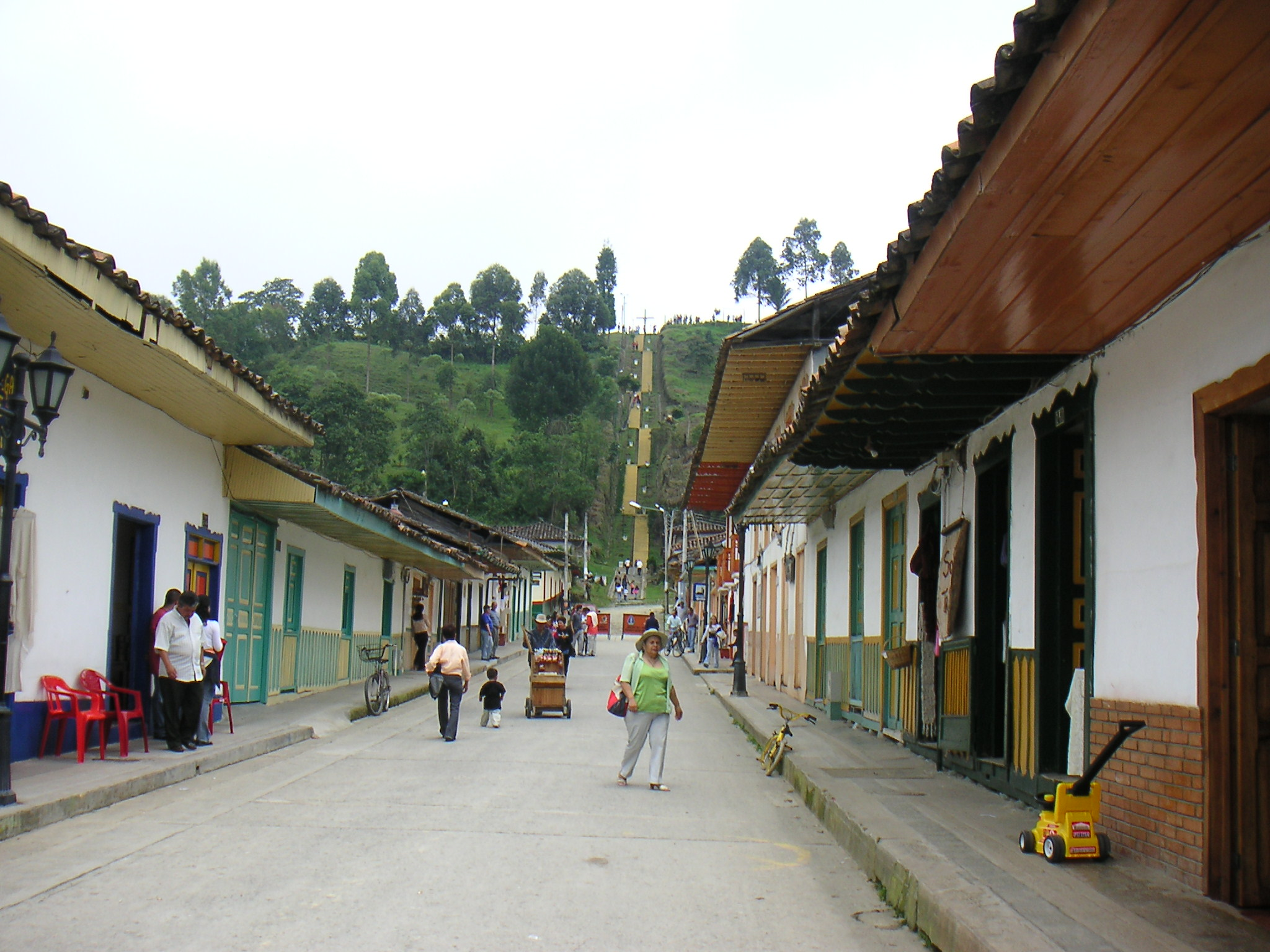
Veduta di Salento

Intorno al 1854 uno straripamento del fiume Quindío distrusse l'insediamento di Boquía. I sopravvissuti ricostruirono le loro case a Barcinales, mantenendo il nome Boquía per il nuovo insediamento. Nel 1864 un censimento indicava che Boquía aveva 581 abitanti di cui 148 agricoltori, 2 carpentieri, 1 fabbro, 11 medici, 1 avvocato, 2 sarti, 4 operai, 11 commercianti e 11 orologiai.
Nel 1865 Boquía fu dichiarata ufficialmente comune e il suo nome fu cambiato di nuovo in Villa Nueva Salento. Il nome è stato dato in onore di Salento, città mitologica fondata da Idomeneo re di Creta (Virgilio, Eneide III 400).

## Economia
L'economia del comune si basa sulle piantagioni di caffè. Tuttavia, si coltivano anche patate, frumento, legumi e nell'altopiano andino, mele, pesche, mais, fagioli, banane, canna da zucchero e manioca.